# Giải vô địch bóng đá nữ châu Âu 1997
Giải vô địch bóng đá nữ châu Âu 1997 do UEFA tổ chức được tiến hành từ ngày 29 tháng 6 đến ngày 12 tháng 7 năm 1997 tại Na Uy và Thụy Điển. Đức thắng Ý trong trận chung kết được tổ chức tại Oslo với tỉ số 2–0.

## Nơi thi đấu
Trận chung kết được tồ chức tại Oslo. Các nơi thi đấu khác trong Na Uy là Lillestrom và Moss; tại Thụy Điển là Karlstad và Karlskoga.

## Vòng bảng

### Bảng A
| Đội         | Tr | T | H | B | BT | BB | HS | Đ |
| ----------- | -- | - | - | - | -- | -- | -- | - |
| Thụy Điển   | 3  | 3 | 0 | 0 | 6  | 1  | +5 | 9 |
| Tây Ban Nha | 3  | 1 | 1 | 1 | 2  | 2  | 0  | 4 |
| Pháp        | 3  | 1 | 1 | 1 | 4  | 5  | −1 | 4 |
| Nga         | 3  | 0 | 0 | 3 | 2  | 6  | −4 | 0 |

| Pháp       | 1–1 | Tây Ban Nha |
| ---------- | --- | ----------- |
| Roujas 50' |     | Parejo 14'  |

| Thụy Điển                    | 2–1 | Nga        |
| ---------------------------- | --- | ---------- |
| Ljungberg 10' · Pohjanen 82' |     | Savina 80' |

| Tây Ban Nha | 0–1 | Thụy Điển   |
| ----------- | --- | ----------- |
|             |     | Svensson 7' |

| Nga            | 1–3 | Pháp                 |
| -------------- | --- | -------------------- |
| Grigorieva 52' |     | Roujas 27', 56', 74' |

| Thụy Điển                                               | 3–0 | Pháp |
| ------------------------------------------------------- | --- | ---- |
| Andersson 18' (ph.đ.) · Diacre 22' (l.n.) · Jonsson 45' |     |      |

| Nga | 0–1 | Tây Ban Nha |
| --- | --- | ----------- |
|     |     | Parejo 70'  |

### Bảng B
| Đội      | Tr | T | H | B | BT | BB | HS | Đ |
| -------- | -- | - | - | - | -- | -- | -- | - |
| Ý        | 3  | 1 | 2 | 0 | 5  | 3  | +2 | 5 |
| Đức      | 3  | 1 | 2 | 0 | 3  | 1  | +2 | 5 |
| Na Uy    | 3  | 1 | 1 | 1 | 5  | 2  | +3 | 4 |
| Đan Mạch | 3  | 0 | 1 | 2 | 2  | 9  | −7 | 1 |

| Đức         | 1-1 | Ý         |
| ----------- | --- | --------- |
| Meinert 49' |     | Carta 71' |

| Đan Mạch | 0-5 | Na Uy                                    |
| -------- | --- | ---------------------------------------- |
|          |     | Pettersen 16', 18', 49', 81' · Støre 55' |

| Ý                       | 2-2 | Đan Mạch                |
| ----------------------- | --- | ----------------------- |
| Morace 49' · Panico 80' |     | Terp 23' · Pedersen 62' |

| Na Uy | 0-0 | Đức |
| ----- | --- | --- |
|       |     |     |

| Đan Mạch | 0-2 | Đức                   |
| -------- | --- | --------------------- |
|          |     | Meyer 82' · Prinz 90' |

| Na Uy | 0-2 | Ý              |
| ----- | --- | -------------- |
|       |     | Morace 4', 92' |

## Vòng đấu loại trực tiếp
|  | Bán kết | Bán kết     | Bán kết |     |   | Chung kết | Chung kết | Chung kết |  |
|  |         |             |         |     |   |           |           |           |  |
|  | B       | Ý           | 2       |     |   |           |           |           |  |
|  | B       | Ý           | 2       |     |   |           |           |           |  |
|  | A       | Tây Ban Nha | 1       |     |   |           |           |           |  |
|  | A       | Tây Ban Nha | 1       |     | B | Ý         | 0         |           |  |
|  |         |             |         |     | B | Ý         | 0         |           |  |
|  |         |             | B       | Đức | 2 |           |           |           |  |
|  | A       | Thụy Điển   | B       | Đức | 2 | 0         |           |           |  |
|  | A       | Thụy Điển   |         |     |   |           |           |           |  |
|  | B       | Đức         | 1       |     |   |           |           |           |  |

### Bán kết
| Thụy Điển | 0–1 | Đức          |
| --------- | --- | ------------ |
|           |     | Wiegmann 84' |

| Ý                        | 2–1 | Tây Ban Nha |
| ------------------------ | --- | ----------- |
| Fiorini 11' · Morace 29' |     | Parejo 89'  |

### Chung kết
| Ý | 0–2 | Đức                     |
| - | --- | ----------------------- |
|   |     | Minnert 23' · Prinz 49' |

## Vô địch
| Vô địch Euro Nữ 1997 |
| -------------------- |
| · Đức · Lần thứ tư   |

## Cầu thủ ghi bàn
4 bàn
- Marianne Pettersen
- Angélique Rouhas
- Carolina Morace

3 bàn
- Ángeles Parejo

2 bàn
- Birgit Prinz

1 bàn
- Lene Terp
- Merete Pedersen
- Maren Meinert
- Monika Meyer
- Sandra Minnert
- Bettina Wiegmann
- Heidi Støre
- Irina Grigorieva
- Larisa Savina
- Malin Andersson
- Kristin Jonsson
- Hanna Ljungberg
- Anna Pohjanen
- Victoria Sandell Svensson
- Antonella Carta
- Silvia Fiorini
- Patrizia Panico

Phản lưới nhà
- Corinne Diacre (trận gặp Thụy Điển)